# Saulxures-lès-Bulgnéville
Saulxures-lès-Bulgnéville település Franciaországban, Vosges megyében. Lakosainak száma 231 fő (2022. január 1.). Saulxures-lès-Bulgnéville Crainvilliers, Aingeville, Bulgnéville, Saint-Ouen-lès-Parey, Suriauville és Vaudoncourt községekkel határos.

## Népesség
A település népessége az elmúlt években az alábbi módon változott:
| Lakosok száma | 262  | 251  | 247  | 252  | 251  | 250  | 244  | 237  | 231  |
|               | 2013 | 2015 | 2016 | 2017 | 2018 | 2019 | 2020 | 2021 | 2022 |